# Francesco Ballarini
Francesco Ballarini (* um 1569 in Como; † nach 2. März 1627 ebenda) war ein italienischer Chorherr, Protonotar, Pfalzgraf und Erzpriester.

## Leben
Francesco Ballarini war Sohn des Leonardo aus Como. Er erhielt 1582 die Tonsur, 1589 die niederen Weihen und doktorierte 1594 in Zivil- und Kirchenrecht. Erzpriester von Locarno seit 1597, war er auch Offizier der Inquisition. Obwohl er schon damals zu den berühmtesten Erzpriestern von Locarno zählte, war sein Amt von einer Reihe von Zwischenfällen mit den örtlichen Behörden geprägt. Ab 26. März 1611 war er apostolischer Protonotar, Pfalzgraf und Abtkomtur von Santa Maria di Progero.

## Schriften
- Compendio delle croniche della città di Como. Giovanni Angelo Turato, Como 1619.
- Liber scripturorum ecclesiae Sancti Victoris de Locarno mit Nachrichten über das Kapitel und die Pieve von Locarno.